# Autoroute A12 (Belgique)
Pour les articles homonymes, voir A12.
L'autoroute belge A12 (à certains endroits N177) est une autoroute incomplète partant de la frontière des Pays-Bas et qui relie le ring d'Anvers. Après avoir passé le ring d'Anvers, elle poursuit son parcours le long de Wilrijk et de Boom pour finir à Bruxelles. Son arrivée sur Bruxelles se fait par l'avenue de Meysse.
La circulation venant de Gand prend l'A112.
L'autoroute étant un dédoublement de l'A1, elle ne porte pas de numéro européen.

## Description du tracé
|                                                     | Dénomination                         | Destinations                                             | BK  |
| --------------------------------------------------- | ------------------------------------ | -------------------------------------------------------- | --- |
|                                                     | Fin de l'autoroute, prolongée par le | Bruxelles, Laeken, Schaerbeek, Evere                     | 0,0 |
| 1                                                   | Gros Tilleul N276 N277               |                                                          | 0,0 |
| 2                                                   | Strombeek-Bever Centrum N276         |                                                          | 0,0 |
|                                                     | Échangeur de Strombeek-Bever         | Ring de Bruxelles                                        | 0,0 |
| 3                                                   | Meise                                |                                                          | 0,0 |
| Section avec croisements à niveau                   |                                      |                                                          |     |
| 6                                                   | Willebroek-Zuid                      |                                                          | 0,0 |
| 7                                                   | Breendonk N183                       |                                                          | 0,0 |
| 8                                                   | Willebroek-Noord N177                | Ooievaarsnest (rue)                                      | 0,0 |
|                                                     | Rupeltunnel (580 m)                  |                                                          | 0,0 |
| 9                                                   | Boom N177                            |                                                          | 0,0 |
| Section avec croisements à niveau                   |                                      |                                                          |     |
|                                                     | Viaduc de Wilrijk (1 200 m)          |                                                          | 0,0 |
|                                                     | Échangeur de Wilrijk-Valaar          | Liaison R1 - A12                                         | 0,0 |
|                                                     | Bevrijdingstunnel (350 m)            |                                                          | 0,0 |
| 5                                                   | Le Grellelaan                        |                                                          | 0,0 |
|                                                     | Échangeur d'Anvers-Sud               | Petit ring d'Anvers Autoroute Bruxelles − Anvers − Breda | 0,0 |
| ⇵ Tronçon confondu avec le R1 (Petit ring d'Anvers) |                                      |                                                          |     |
|                                                     | Échangeur d'Anvers-Nord              | Petit ring d'Anvers Autoroute Bruxelles − Anvers − Breda | 0,0 |
| 16                                                  | Ekeren                               |                                                          | 0,0 |
| 15                                                  | Leugenberg                           |                                                          | 0,0 |
| 14                                                  | Stabroek                             |                                                          | 0,0 |
|                                                     | Échangeur d'Anvers-Port              | Grand ring d'Anvers                                      | 0,0 |
| 13                                                  | Stabroek                             |                                                          | 0,0 |
| 12                                                  | Berendrecht                          |                                                          | 0,0 |
| 11                                                  | Zandvliet                            |                                                          | 0,0 |
| Drapeau des Pays-Bas                                | Frontière néerlandaise               | Berg-op-Zoom, Rotterdam                                  | 0,0 |

## Galerie d'images

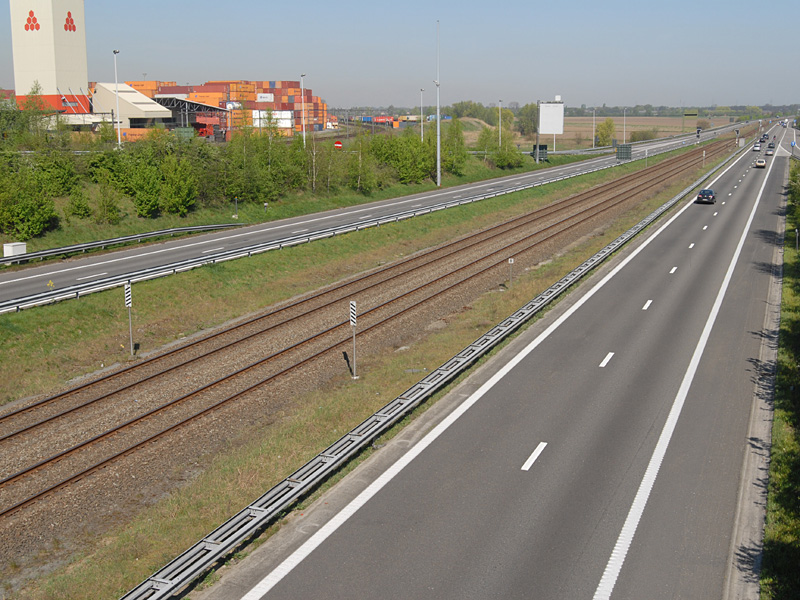
La A12 et la ligne 11 au nord d'Anvers.
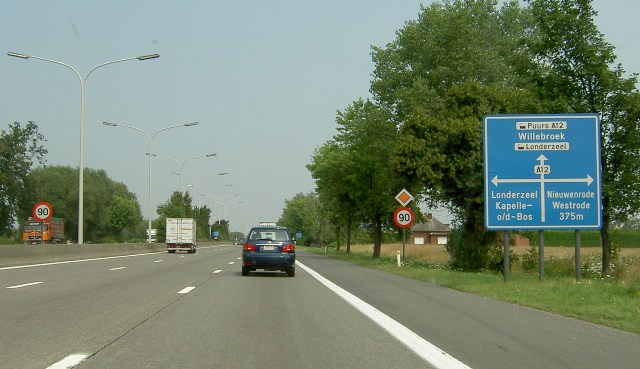
La A12 en direction de Willebroek.
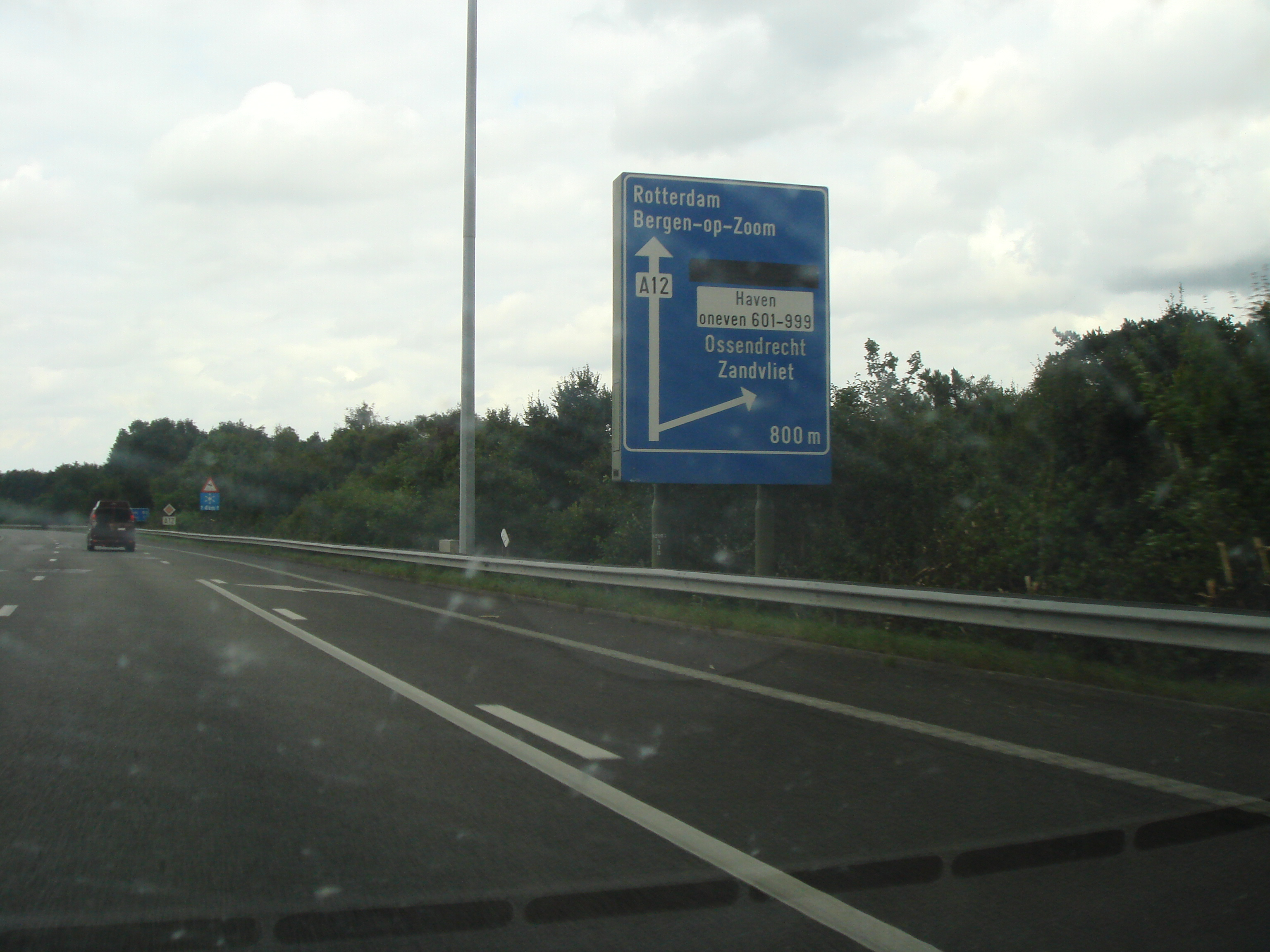
La A12 au niveau de Zandvliet en direction de Bergen-op-Zoom.